# August Hölzel
Friedrich August Hölzel (* 16. April 1887 in Dotzheim; † 16. Oktober 1944 im KZ Dachau) war ein 
deutscher Gewerkschaftsfunktionär und Politiker (SPD). Er war Mitglied des Provinziallandtages der Provinz Hessen-Nassau.

## Leben
August Hölzel wurde als Sohn des Schuhmachers Christian Hölzel und dessen Ehefrau Louise Wagner geboren. Er war von Beruf Maurer, trat als solcher in den Deutschen Baugewerksbund ein und wurde dort Gewerkschaftssekretär.
Von 1927 bis 1933 hatte er ein Mandat für den Nassauischen Kommunallandtag des preußischen Regierungsbezirks Wiesbaden bzw. des Provinziallandtages der Provinz Hessen-Nassau, wo er als Vertreter von Georg Scheffler Mitglied des Bau-, Wahlvorschlags-, Beamten- und Eingabeausschusses war. 
1933 wurde er nach der Machtübernahme der Nationalsozialisten durch die neue Leitung der Gewerkschaft aus dem Dienst entfernt.
Wegen des Abhörens eines Feindsenders kam er 1940 für zwei Wochen in Untersuchungshaft und wurde auch wegen seiner Parteizugehörigkeit durch die NS-Behörden bedrängt und verfolgt.
Hölzel nahm seine alte Tätigkeit als Maurer bei einem heimischen Bauunternehmen wieder auf.
Nach dem Attentat vom 20. Juli 1944 wurde er im Rahmen der Aktion Gitter, in deren Verlauf tausende Sozialdemokraten und Gewerkschafter verhaftet wurden, durch die Gestapo verhaftet und in das KZ Dachau gebracht, wo er kurz darauf verstarb.